# Stefano Uroš V di Serbia
Stefano Uroš V Nejaki, in serbo Стефан Урош V Hејаки (1336 circa – 4 dicembre 1371), anche conosciuto come "Uroš il Debole", è stato il secondo, ed ultimo, Zar dei Serbi.

## Il regno
Stefano Uroš V fu l'unico figlio di Stefano Uroš IV Dušan e di Elena, sorella dello zar Ivan Alessandro di Bulgaria. Nel 1346, fu incoronato re della Serbia, mentre suo padre manteneva il titolo di Imperatore dei Serbi e dei Greci; alla morte del genitore, nel 1355 assunse egli stesso la corona imperiale.

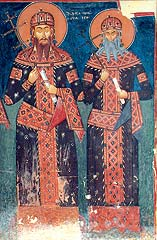
Stefano Uroš V e Vukašin Mrnjavčević

Fu soprannominato Nejaki, ossia debole, a causa della sua indole totalmente diversa da quella di suo padre: non prese mai su di sé tutto il potere, ma si lasciò influenzare dalla madre e dai notabili di corte. Non fu in grado di governare sul grande impero creato da Dušan, lasciando che nelle diverse regioni l'aristocrazia locale avesse larghi spazi di autonomia.
Tra i notabili, suo zio Simeone Uroš Paleologo tentò di impadronirsi del trono nel 1356, ma fu sconfitto e si ritirò in un territorio che comprendeva la Tessaglia e l'Epiro di cui si nominò signore, sottraendosi al governo centrale. Tra i feudatari, Jovan Uglješa, che governava la Travunia, fu nominato dalla regina Elena, despota (župan) della regione del fiume Strimone con capitale Serres e si sciolse dal vincolo feudale con la corona serba. Nikola Altomanović che regnava sul Principato di Zeta trasformò l'autonomia del proprio feudo in una indipendenza de facto. Il signore della Zahumlje, Vukašin Mrnjavčević, che era stato nominato despota della regione macedone di Prilep dall'imperatore Dušan, assunse una sempre maggior importanza tra la nobiltà serba, e nel 1365 fu creato coimperatore da Stefano Uroš V. Il sovrano serbo non aveva figli e decise di affidare la continuità dinastica a questo importante condottiero che aveva la discendenza assicurata dal figlio Marko.

## I conflitti e la fine dell'Impero
La nomina di Mrnjavčević a coimperatore creò un forte malcontento tra gli altri župan serbi che lo consideravano un usurpatore. Le tensioni sfociarono in una battaglia combattuta presso la città di Zvečan in Kosovo, tra le armate della nobiltà feudale guidata dal principe Lazar Hrebeljanović alle quali si unì anche l'imperatore che cominciava a temerne il potere, e quelle dei fratelli Mrnjavčević, Vukašin e Jovan Uglješa. L'esercito alleato fu sconfitto, Uroš V venne catturato e il principe Vukašin assunse praticamente tutti i poteri imperiali, relegando il sovrano ad una figura puramente rappresentativa.

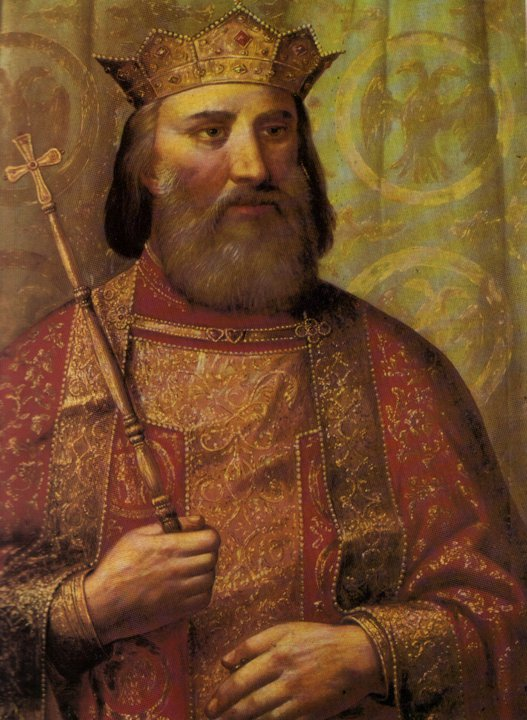
Lazar Hrebeljanović

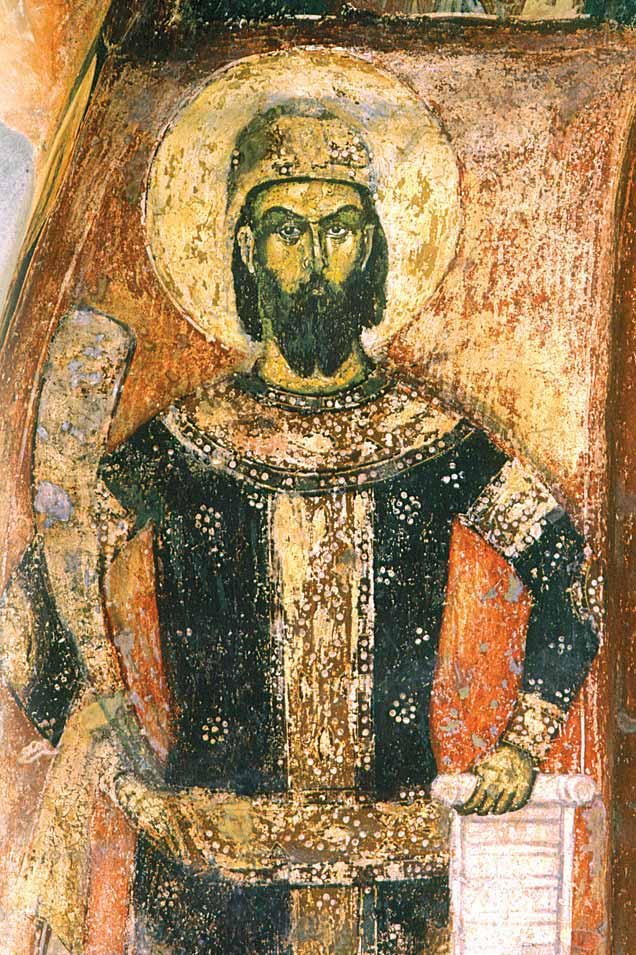
Marko Mrnjavčević

Nel frattempo, l'Impero ottomano aveva iniziato ad invadere i Balcani già dal 1360 con lo sbarco a Gallipoli, e i signori feudali erano sempre stati sconfitti nel cercare di arrestarne l'avanzata. Le divergenze e i rancori tra i notabili, allora, furono messi da parte nel 1371, quando ogni župan inviò una propria armata per formare un esercito serbo che sconfiggesse i turchi. Il 26 settembre 1371, lo schieramento serbo guidato dai fratelli Mrnjavčević e quello ottomano di Lala Şahin Paşa si affrontarono presso il villaggio trace di Trigono in una battaglia disastrosa per le forze slave. Le armate serbe vennero distrutte, e i condottieri uccisi.
La disfatta e la morte di Mrnjavčević segnarono la fine dell'impero serbo: l'inconsistenza del potere imperiale spinse gli župan a ricominciare con le rivalità; ognuno di loro consolidò il proprio potere nei territori su cui regnava, e alcuni allargarono i confini a scapito delle regioni vicine.
Nella Macedonia occidentale, dopo la morte del padre, prese il potere il principe Marko Mrnjavčević, in quella orientale i turchi lasciarono sul trono il despota Costantino Dragaš che divenne tributario di Bisanzio. Nella Serbia occidentale restò sul trono Nikola Altomanović, il Kosovo meridionale e la Metochia furono occupati da Vuk Branković che da Prizren in cui aveva la capitale del suo feudo si spinse fino al nord della Macedonia. La regione della Serbia centrale era governata da Lazar Hrebeljanović che si sipinse al nord del Kosovo, mentre il Principato di Zeta dove regnavano i Balšići allargò i propri confini al nord dell'Albania; in Bosnia il principe Tvrtko I Kotromanić consolidò il proprio potere fino a nominarsi re.
Stefano Uroš V, ormai privo di ogni ruolo politico, tra il 2 e il 4 settembre 1371 morì. Viene considerato santo dalla Chiesa ortodossa serba.